# Cayetano de Acosta

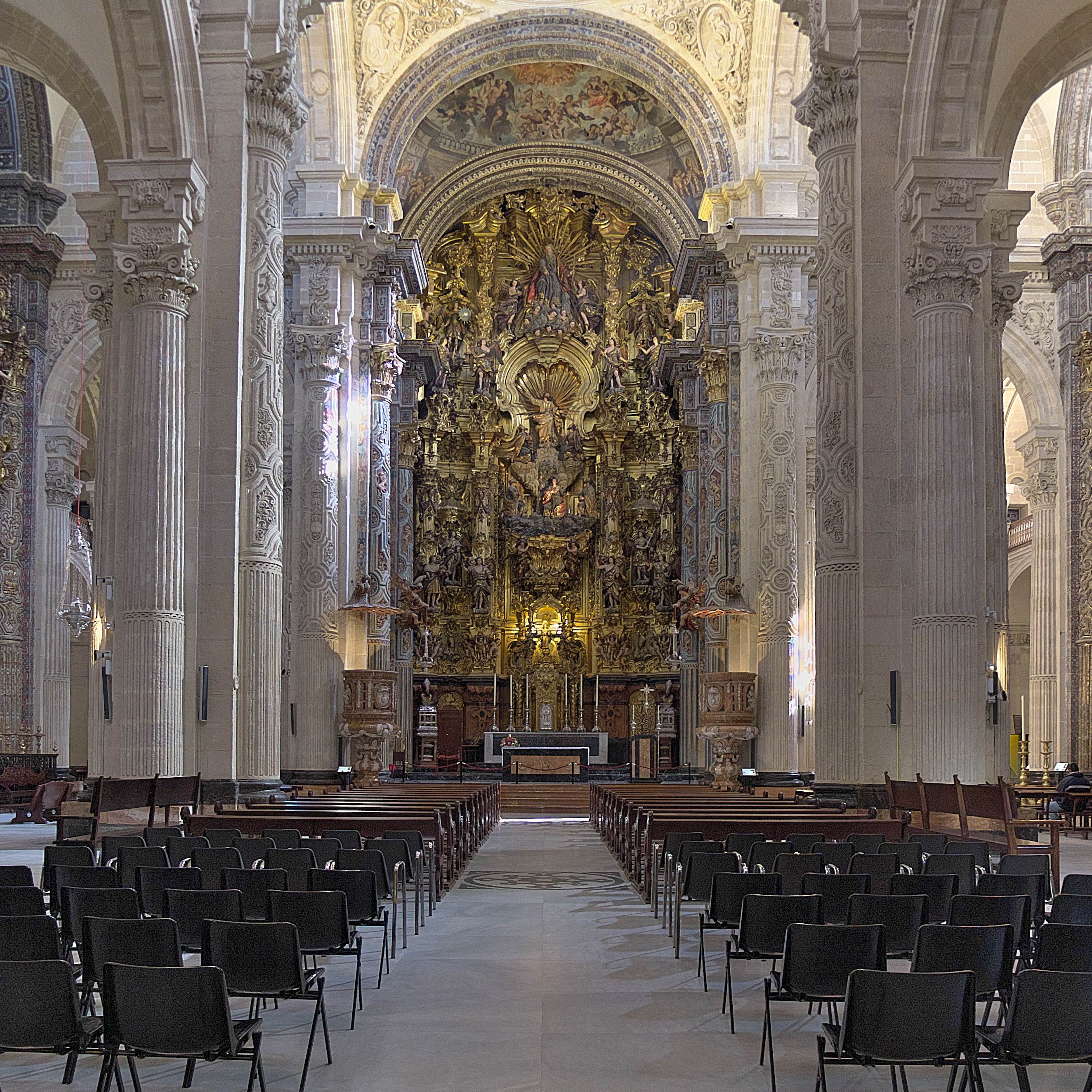
Retablo mayor de la iglesia del Salvador de Sevilla, obra de Cayetano de Acosta.

Cayetano de Acosta (Lisboa, agosto de 1709-Sevilla, abril de 1778) fue un arquitecto de retablos y escultor.

## Biografía
Era hijo de Antonio da Costa, capitán de fragata, y María del Espíritu Santo Barbudo. Fue el tercero de cuatro hijos, nacidos en el siguiente orden: Antonio, Ignacio, Cayetano y María. Cayetano fue bautizado en la iglesia de la Encarnación de Lisboa.
Se desconoce en qué fecha llegó a Sevilla, aunque hay tres hipótesis: que llegase con el escultor gallego Felipe de Castro, que pasó dos años en Lisboa y luego se trasladó a Sevilla; que llegase con otros artistas portugueses el 19 de enero de 1729 con el rey portugués Juan V para las bodas, celebradas en la frontera, de la infanta María Bárbara con el príncipe de Asturias y del príncipe de Brasil con María Ana Victoria de Borbón; o que llegase acompañando a Benito Silveira, que fue a Sevilla y formó parte del séquito de Felipe V e Isabel de Farnesio. No se sabe en qué lugar realizó su formación, aunque lo más probable es que llegase a España con el oficio aprendido. Es posible que fuera influenciado por las obras de Pedro Duque Cornejo y Jerónimo Balbás.
El 16 de mayo de 1729, Cayetano se casó en Sevilla con Isabel de Amil, nacida en el barrio de Triana. En Sevilla tuvo cuatro hijos: Antonia (1730-1732), los mellizos Juan Felipe y Francisco Pedro (1734) y Josefa Joaquina (1736). En 1738 se trasladó con su familia a Cádiz, donde tuvo cinco hijos: Francisco Antonio (1741), Agustina (1745), Andrés Cayetano (1747) y Andrea (1749). Regresó a Sevilla en 1750. En 1751 nació su hijo Andrés de Santa Ana.
Su hijo Francisco de Acosta (el Mayor) (1734-1789) maestro mayor de arquitectura de retablos, cantería y escultura del Arzobispado de Sevilla, y su nieto Francisco de Acosta (el Mozo), (Sevilla, 1764-¿?) también maestro mayor, continuaron en el ejercicio de la actividad entre finales del siglo XVIII y principios del XIX.

## Obra
Realizó las siguientes obras de atribución segura o documentadas:
- 1736. San Miguel. Iglesia del convento de Nuestra Señora de los Remedios. Sevilla.
- 1736. San Gabriel. Iglesia del convento de Nuestra Señora de los Remedios. Sevilla.
- 1736. San Rafael. Iglesia del convento de Nuestra Señora de los Remedios. Sevilla.
- 1736. Cuatro muchachos. Iglesia del convento de Nuestra Señora de los Remedios. Sevilla.
- C. 1736. San Francisco de Asís. Retablo mayor de la iglesia del monasterio de San Pablo. Sevilla.
- 1738. Escudo de armas de Cádiz. Fábrica de Tabacos de Cádiz.
- 1738. Cuatro claves. Catedral de Cádiz.
- 1738-1741. Capiteles. Catedral de Cádiz.
- 1738-1741. Techo del pasillo a dependencia. Catedral de Cádiz.
- 1738-1741. Claves y hornacinas de la portada del crucero. Catedral de Cádiz.
- 1738-1741. Virgen del Rosario. Capilla de San José. Catedral de Cádiz.
- 1738-1750. Divina Pastora. Capilla de la Divina Pastora. Cádiz.
- 1738. Escudo de la Orden del Carmen. Hospital de Mujeres Nuestra Señora del Carmen. Cádiz.
- C. 1738. Escalera. Hospital de Mujeres Nuestra Señora del Carmen. Cádiz.
- C. 1738. Patio. Hospital de Mujeres Nuestra Señora del Carmen. Cádiz.
- C. 1740. Fachada. Hospital de Mujeres Nuestra Señora del Carmen. Cádiz.
- C. 1740. Portada de San Antonio. Convento de San Francisco. Cádiz.
- C. 1743. Capilla. Hospital de Mujeres Nuestra Señora del Carmen. Cádiz.
- 1742-1743. Retablo de la Virgen de los Ángeles. Iglesia de Nuestra Señora del Rosario. Cádiz.
- 1742-1743. Tornavoz y retablo. Iglesia de Santiago. Cádiz.
- 1742-1744. Escudo en una portada del número 29 de la calle Ancha. Cádiz.
- 1744-1750. Capiteles. Catedral de Cádiz.
- 1744-1750. Techo del pasillo a la sacristía. Catedral de Cádiz.
- 1744-1750. Dos quicialeras. Catedral de Cádiz.
- 1744-1750. Claves en portadas menores de la fachada. Catedral de Cádiz.
- 1744-1750. Clave y ejutas de la portada principal. Catedral de Cádiz.
- C. 1745. Aguamanil. Convento de Santa María. Cádiz.
- 1748. Virgen del Carmen. Convento del Carmen. San Fernando.[12]
- C. 1750. Dos credencias. Iglesia del convento de San Telmo. Chiclana.[12]
- C. 1750. Retablo del Niño Jesús. Iglesia de San Francisco. Arcos de la Frontera.[12]
- C. 1750. Ángeles lampareros. Iglesia de San Francisco. Arcos de la Frontera.
- 1749-1753. Retablo de la Virgen del Rosario con Virgen del Rosario, San Miguel, San Rafael y San Gabriel. Iglesia del Sagrario. Catedral de Sevilla.
- 1749-1753. Retablo de Cristo Crucificado con busto de la Virgen de los Dolores, San Juan Nepomuceno, San Cayetano y San Luis Obispo.  Iglesia del Sagrario. Catedral de Sevilla.
- 1753-1754. Retablo y talla interior para la capilla sacramental de la iglesia del Salvador. Sevilla.
- 1753-1754. Marcos de los lienzos de los laterales de la capilla sacramental de la iglesia del Salvador. Sevilla.
- 1754-1755. Alegoría de la Caridad. Capilla sacramental de la iglesia del Salvador. Sevilla.
- 1754-1755. Alegoría de la Fe. Capilla sacramental de la iglesia del Salvador. Sevilla.
- 1754-1755. Alegoría de la Esperanza. Capilla sacramental de la iglesia del Salvador. Sevilla.
- 1754-1755. San Miguel y dos ángeles. Capilla sacramental de la iglesia del Salvador. Sevilla.
- 1754-1755. San Rafael y dos ángeles. Capilla sacramental de la iglesia del Salvador. Sevilla.
- 1755-1758. Estatua de la Fama, ocho remates junto a la Fama, clave, relieves y frontispicio. Puerta principal. Fábrica de Tabacos de Sevilla.
- 1755-1758. Fuente del patio de la Fidelidad. Fábrica de Tabacos de Sevilla.
- 1755-1758. Fuente del patio de los Arrieros. Fábrica de Tabacos de Sevilla.
- 1755-1758. Cuatro remates esquineros. Fábrica de Tabacos de Sevilla.
- 1755-1758. Ocho remates flanqueando las esquinas. Fábrica de Tabacos de Sevilla.
- 1755-1758. Gárgolas. Fábrica de Tabacos de Sevilla.
- 1755-1758. Yeserías de las cuatro escaleras. Fábrica de Tabacos de Sevilla.
- 1758-1760. Retablo de la capilla sacramental con Dios Padre, Santa Teresa (relieve), Santa Lucía (relieve), San Francisco de Sales, San Felipe Neri, Moisés, Aarón, Melquisedec, Pontífice, Cardenal, Obispo, Doctor, dos relieves ecuarísticos y seis ángeles. Iglesia del Salvador. Sevilla.
- 1757-1766. Retablo con Santa Teresa (relieve), Santa María Magdalena de Pazzis (relieve), San Juan Bautista, San Juan Evangelista, San Joaquín con la Virgen, Santa Ana, San Roque (relieve), Santa Sebastián (relieve), San Francisco (relieve), Santo Domingo (relieve) y dos ángeles con cornucopias.
- C. 1760. Retablo con San Felipe Benicio, Santa Clara Falconieri, dos ángeles con atributos sacramentales y seis angelotes. Hermandad de los Servitas. Sevilla.
- C. 1760. Dos ángeles lampareros. Iglesia del Colegio de San Alberto. Sevilla.
- C. 1760. Retablo pequeño del sotocoro. Iglesia del convento de San Clemente. Sevilla.
- C. 1760. Marcos paras las pinturas situadas sobre el arco toral. Iglesia del convento de San Clemente. Sevilla.
- C. 1760. Estatuas y pedestales para el palacio Arzobispal de Umbrete, trasladas posteriormente a los jardines de las Delicias de Sevilla.
- C. 1760. Escudo de Armas de Sevilla. Jardín de la Alcubilla del Alcázar de Sevilla.
- 1760. Relieves del fuste de la columnas situadas junto al retablo sacramental. Iglesia del Salvador. Sevilla.
- 1760-1762. Dos ángeles lampareros. Capilla sacramental de la iglesia de San Isidoro. Sevilla.
- 1761-1763. Dos ángeles lampareros. Iglesia del convento de Santa Rosalía. Sevilla.
- 1761-1763. Alegoría de la Fe sobre el tornavoz. Iglesia del convento de Santa Rosalía. Sevilla.
- 1761-1763. Retablo mayor con San Miguel, Santo Tomás, San Buenaventura, San Francisco de Asís, Santa Clara de Asís, Santo Domingo de Guzmán (relieve), San Antonio de Padua (relieve), Inmaculada Concepción, Santa Rosalía de Palermo y cuatro ángeles niños. Iglesia del convento de Santa Rosalía. Sevilla.
- 1761-1763. Esculturas para las hornacinas del crucero: San Fidel de Sigmaringa, San Serafín de Montegranaro, San José de Leonisa y San Félix de Cantalicio. Iglesia del convento de Santa Rosalía. Sevilla.
- 1761-1763. Retablo con San Francisco Javier, San Benito de Nursia (relieve), San Nicolás de Bari, San Luis Gonzaga, San Francisco de Borja y dos ángeles niños. Iglesia del convento de Santa Rosalía. Sevilla.
- 1761-1763. Retablo con Santa Teresa de Jesús, San Francisco de Paula (relieve), San Antón Abad, San Joaquín, Santa Ana y dos ángeles niños. Iglesia del convento de Santa Rosalía. Sevilla.
- 1761-1763. Retablo con San José con el Niño. Iglesia del convento de Santa Rosalía. Sevilla.
- 1761-1763. Retablo con la Virgen del Pilar. Iglesia del convento de Santa Rosalía. Sevilla.
- 1761-1763. Retablo con San Luis de Tolosa. Iglesia del convento de Santa Rosalía. Sevilla.
- 1761-1763. Retablo con Santa Inés de Asís. Iglesia del convento de Santa Rosalía. Sevilla.
- 1761-1763. Retablo pequeño para un Cristo de porcelana. Iglesia del convento de Santa Rosalía. Sevilla.
- 1761-1763. Marco del retrato de Francisco Solís. Iglesia del convento de Santa Rosalía. Sevilla.
- 1761-1763. La cama de la Virgen del Tránsito. Iglesia del convento de Santa Rosalía. Sevilla.
- 1763. Clave y remates laterales. Portada de la Casa de la Moneda. Sevilla.
- 1764-1765. Dos leones con escudos. Alameda de Hércules. Sevilla.
- 1765. Escudo real, Alegoría del Guadalquivir y Alegoría del Po. Palco del Príncipe de la plaza de la Maestranza. Sevilla.
- 1765. Ornamentos e Inmaculada Concepción para la portada de las Escuelas de San Luis. Sevilla.
- 1767. San Juan Nepomuceno. Iglesia de Nuestra Señora de las Angustias. Ayamonte. Desaparecido.
- C. 1767. Dos escudos de armas reales. Iglesia del Salvador. Carmona.
- C. 1769. Escudo de armas. Palacio del Pumarejo. Sevilla.
- C. 1770. Escudo de armas. Palacio del Marqués de Medina. Sevilla.
- C. 1770. Reforma de San Isidoro y San Leandro del Altar del Jueves Santo. Catedral de Sevilla.
- 1771. Inmaculada Concepción. Sevilla. Paradero desconocido.
- 1771-1779. Retablo mayor con San Agustín (relieve), San Gregorio Magno (relieve), San Jerónimo, San Ambrosio, San Pedro, San Juan Evangelista, Santiago, Moisés, Elías, Jesucristo, San Rafael, San Miguel, San Gabriel, Uriel, ocho ángeles y cuatro tronos. Iglesia del Salvador. Sevilla.
- 1776. Mater Inviolata. Hermandad Sacramental del Sagrario. En la actualidad está en el palacio Arzobispal. Sevilla.
- Fecha desconocida. Retablo y tres esculturas para la iglesia de San José del convento de Santa María de Gracia. Sevilla. Desaparecidos.

### Obras de atribución dudosa
Estas obras son de atribución dudosa a este autor:
- Escudo de armas. Palacio de los Bucarelli. Sevilla.
- Retablo mayor de la colegiata de Osuna.
- Retablo mayor de la iglesia de Santo Domingo. Carmona.
- Portada y retablo de la capilla del sagrario del convento de Santo Domingo. Jerez de la Frontera.
- Retablo de la Virgen del Rosario. Antiguo convento de Santo Domingo. Palma del Río.
- Alegoría de la Fama y escudo de Cádiz. Puerta de Tierra. Cádiz.
- Cinco retablos pequeños de la iglesia de Santiago. Cádiz.
- Celosías de la iglesia de Santiago. Cádiz.
- Retablo y Virgen de la Asunción. Catedral de Cádiz.
- Retablo mayor del convento de las mínimas de Triana. Sevilla.
- Retablo de la ermita de la Virgen del Rocío. Almonte.